# 下梁镇
下梁镇，是中华人民共和国陕西省商洛市柞水县下辖的一个乡镇级行政单位。
2015年，陕西省民政厅批复同意撤销石瓮镇，并入下梁镇。

## 行政区划
下梁镇下辖以下地区：
沙坪村、明星村、高垣村、新合村、解放村、马坪村、金盆村、老安寺村、石瓮子村、东甘沟村、胜利村和四新村。